# إياد الخطيب
إياد الخطيب (21 فبراير 1992 الرمثا الأردن - ) هو لاعب كرة قدم أردني، يلعب كمهاجم.